# Oscar/Beste Tanzregie
Mit dem Oscar für die beste Tanzregie werden die Choreographen eines Musicalfilms geehrt. Der Preis wurde in dieser Kategorie von 1936 und bis einschließlich 1938 vergeben.
In unten stehender Tabelle sind die Filme nach dem Jahr der Verleihung gelistet.

## 1936–1938
| Jahr | Preisträger   | für den Film                                      | Nominierungen |
| 1936 | Dave Gould    | Broadway-Melodie 1936 und Folies Bergère de Paris | Busby Berkeley für Die Goldgräber von 1935 Bobby Connolly für Broadway Hostess und Go Into Your Dance Sammy Lee für King of Burlesque Hermes Pan für Ich tanz’ mich in dein Herz hinein LeRoy Prinz für All the King’s Horses und The Big Broadcast of 1936 Benjamin Zemach für She – Herrscherin einer versunkenen Welt |
| 1937 | Seymour Felix | Der große Ziegfeld                                | Busby Berkeley für Gold Diggers of 1937 Bobby Connolly für Kain und Mabel Dave Gould für Zum Tanzen geboren Jack Haskell für One in a Million Russell Lewis für Dancing Pirate Hermes Pan für Swing Time |
| 1938 | Hermes Pan    | Ein Fräulein in Nöten                             | Busby Berkeley für Varsity Show Bobby Connolly für Ready, Willing and Able Dave Gould für Die Marx Brothers: Ein Tag beim Rennen Sammy Lee für Ali Baba Goes to Town Harry Losee für Thin Ice LeRoy Prinz für Waikiki Wedding                                                                                            |